# Fuentespreadas (kommunhuvudort)
Fuentespreadas är en kommunhuvudort i Spanien.   Den ligger i provinsen Provincia de Zamora och regionen Kastilien och Leon, i den centrala delen av landet, 190 km nordväst om huvudstaden Madrid. Fuentespreadas ligger 765 meter över havet och antalet invånare är 369.
Terrängen runt Fuentespreadas är platt. Runt Fuentespreadas är det glesbefolkat, med 14 invånare per kvadratkilometer. Närmaste större samhälle är Fuentesaúco, 15,2 km sydost om Fuentespreadas. Trakten runt Fuentespreadas består till största delen av jordbruksmark.